# Ranunculus fontanus
Ranunculus fontanus är en ranunkelväxtart som beskrevs av Karel Presl. Ranunculus fontanus ingår i släktet ranunkler, och familjen ranunkelväxter. Inga underarter finns listade i Catalogue of Life.